# Restiamo umani - The Reading Movie
Restiamo umani - The Reading Movie è un film del 2013 di Fulvio Renzi, diretto da Luca Incorvaia.
Si tratta della lettura integrale del libro Gaza - Restiamo umani scritto da Vittorio Arrigoni, diario giornaliero dei 22 giorni dell'operazione militare "Piombo fuso" svoltasi nella striscia di Gaza tra la fine del 2008 e l'inizio del 2009, in cui morirono più di 1200 civili, oltre 400 bambini palestinesi e 4 vittime civili israeliane.

## Protagonisti
- Stéphane Hessel, co-redattore firmatario della Dichiarazione Universale dei Diritti dell'Uomo
- Noam Chomsky, politologo, scrittore e attivista
- Roger Waters, compositore, cantautore e fondatore dei Pink Floyd, attivista
- Corrigan Maguire, Premio Nobel per la Pace 1976 e attivista
- Luisa Morgantini, ex-vicepresidente del Parlamento Europeo e attivista
- Egidia Beretta Arrigoni, madre di Vittorio Arrigoni e sindaco di Bulciago
- Hilarion Capucci, arcivescovo melchita di Gerusalemme in esilio
- Yisroel Dovid Weiss, rabbino, attivista e portavoce di Neturei Karta
- Don Andrea Gallo, prete e partigiano
- Moni Ovadia, attore, scrittore e musicista
- Mohammad Bakri, attore e regista
- Massimo Arrigoni, attore e autore. Maestro di musica e teatro di Vittorio Arrigoni
- Alberto Arce, reporter
- Ronnie Barkan, attivista
- Akiva Orr, attivista, politico e scrittore
- Huwaida Arraf, attivista, avvocato e cofondatrice dell'International Solidarity Movement (ISM) e del Free Gaza Movement
- Maria Elena Delia, attivista
- Norman Finkelstein, politologo, attivista e autore
- Ilan Pappé, storico, attivista. Direttore del Centro Europeo degli studi sulla Palestina e del Centro di studi etno-politici dell'Università di Exeter

## Colonna sonora
- Colonna sonora originale - Fulvio Renzi

## Lingue e sottotitoli
- Lingue: italiano, inglese, francese, tedesco, arabo, ebraico, spagnolo
- Sottotitoli in inglese, italiano, spagnolo, tedesco, francese, arabo, olandese

## Editori internazionali del libro
Manifesto Libri (Italia), Scribest Publications (Francia), Zambon Verlag (Germania), Kube Publishing (Inghilterra), Bósforo Libros (Spagna), Acrps (Qatar)

## Firmatari
- PCHR - Centro Palestinese per i Diritti Umani (Palestina)
- PCDCR Centro Palestinese per la Democrazia e la Risoluzione del Conflitto (Palestina)
- Le Monde Diplomatique (Francia)
- Fondazione José Saramago (Portogallo)
- The Peace People (Inghilterra)
- Istituto di Studi Arabi e Islamici dell'Università di Exeter (Inghilterra)
- ACRPS - Centro Arabo di Ricerca e Studi Politici dell'Università di Doha (Qatar)
- Dipartimento di Scienza dei Linguaggi della Comunicazione e degli Studi Culturali dell'Università di Bergamo (Italia)
- Accademia di Belle Arti di Brera (Italia)
- ISM International Solidarity Movement (Palestina)
- BNC Boycott, Divestment and Sanctions National Committee (Palestina)
- Freedom Flotilla
- Free Gaza Movement